# Habenaria quinqueseta
Habenaria quinqueseta là một loài thực vật có hoa trong họ Lan. Loài này được (Michx.) Sw. mô tả khoa học đầu tiên năm 1829.